# Urosigalphus rugosus
Urosigalphus rugosus är en stekelart som först beskrevs av Cameron 1904.  Urosigalphus rugosus ingår i släktet Urosigalphus och familjen bracksteklar. Inga underarter finns listade i Catalogue of Life.